# Malaltia parasitària
Una malaltia parasitària o parasitosi és una malaltia produïda per paràsits, com poden ser protozous, helmints (cestodes, trematodes, nematodes) o artròpodes. Les parasitosis són estudiades per la parasitologia. No es consideren parasitosis les infeccions per fongs, bacteris o virus que, tradicionalment, han estat estudiades per la microbiologia.
Les malalties parasitàries poden adquirir a través dels aliments o de l'aigua contaminada (com la fasciolosi o la teniosi), per la picada d'un insecte (com la malària o la malaltia de la son) o per contacte sexual (com les lladelles), i poden causar des de molèsties lleus fins a la mort.
Les infeccions parasitàries causen enormes danys a les regions tropicala i subtropicals. De totes elles, la malària causa el major nombre de morts a nivell mundial, aproximadament 1 milió de persones moren cada any de malària, la majoria nens petits de l'Àfrica Subsahariana.

## Tipus de malalties parasitàries
Segons l'agent causal, les parasitosis poden ser:
- Protozoosis. Causades per protozous, com la malària, tripanosomosi africana, giardiosi, criptosporidiosi, etc.
- Helmintosis. Causades per cucs paràsits (verms o helmints); al seu torn poden ser:
  - Trematodosis. Causades per trematodes, cucs plans platelmints, com la esquistosomosi, la fasciolosi, etc.
  - Cestodosis. Causades per cestodes, cucs plans platelmints, com la teniosi, la cisticercosi, la hidatidosi, etc.
  - Nematodosis. Causades per nematodes o cucs cilíndrics, com les filariosis, la triquinosi, etc.
- Ectoparasitosis. Produïdes per artròpodes que infesten la superfície corporal, com les miasi, la pediculosi, etc.